# Heuilley-sur-Saône
Heuilley-sur-Saône é uma comuna francesa na região administrativa da Borgonha-Franco-Condado, no departamento de Côte-d'Or. Estende-se por uma área de 9,85 km². Em 2010 a comuna tinha 334 habitantes (densidade: 33,9 hab./km²).